# Comuna de Pakość
Pakość (polaco: Gmina Pakość) é uma gminy (comuna) na Polónia, na voivodia de Cujávia-Pomerânia e no condado de Inowrocławski. A sede do condado é a cidade de Pakość.
De acordo com os censos de 2004, a comuna tem 9968 habitantes, com uma densidade 115,5 hab/km².

## Área
Estende-se por uma área de 86,29 km², incluindo:
- área agricola: 77%
- área florestal: 20%

## Demografia
Dados de 30 de Junho 2004:
|                      | Total   | Total | Mulheres | Mulheres | Homens  | Homens |
| -------------------- | ------- | ----- | -------- | -------- | ------- | ------ |
|                      | pessoas | %     | pessoas  | %        | pessoas | %      |
| População            | 9968    | 100   | 5128     | 51,4     | 4840    | 48,6   |
| Densidade (pop./km²) | 115,5   | 100   | 59,4     | 59,4     | 56,1    | 56,1   |

De acordo com dados de 2005, o rendimento médio per capita ascendia a 1512,77 zł.

## Subdivisões
- Dziarnowo, Gorzany-Giebnia-Węgierce, Jankowo, Kościelec, Ludkowo-Mielno-Wojdal, Ludwiniec, Łącko, Radłowo, Rybitwy, Rycerzewo, Rycerzewko, Wielowieś.

## Comunas vizinhas
- Barcin, Dąbrowa, Inowrocław, Janikowo, Złotniki Kujawskie